# Josef Weinheber
Josef Weinheber (Bécs, 1892. március 9. – Kirchenstetten 1945. április 8.) osztrák költő, elbeszélő és esszéista.

## Élete
Egy hentes és egy varrónő fiaként született Bécsben, de már 1901-ben árvaházba került szülei halála után, ahol hat évet töltött. Utána nagynénje vette magához. Iskolákat nem végzett, autodidakta volt. 1911-32 között postai alkalmazottként dolgozott.
Irodalmi pályafutása 1919-ben kezdődött, ekkor publikálta első versét. 1920-ban jelent meg első verseskötete.
Ebben hölderlini ihletésű ódákat és himnuszokat írt, amelyek a művész és művészetének problematikája, álom és valóság fájdalmas ellentétére épültek. Mirko Jelusich és Robert Hohlbaum költőkkel volt baráti viszonyban. Ekkor írta a kevés prózai művei egyikét, önéletrajzi regényényét, The Orphanage (Bécs, 1924). 
1932-től független íróként dolgozott. Verseinek egy részét bécsi dialektusban írta.
Ausztria megszállása után a nácik favorizálták költészetét, s bár határozottan sohasem foglalt állást mellettük, később meghasonlott önmagával. Alkoholizmusba menekült, majd álmatlanság és depresszió kínozta, amelyből végül is öngyilkosságba menekült az alsó-ausztriai Kirchentettenben.

## Művei
- Der einsame Mensch, Gedichte, 1920 A magányos ember, versek, 1920
- Von beiden Ufern, Gedichte, 1923 Mindkét oldalról, versek, 1923
- Boot in der Bucht, Gedichte, 1926 Hajó az öbölben, versek, 1926
- Adel und Untergang, Gedichte, 1934 Nemesség és pusztulás, versek, 1934
- Späte Krone, Gedichte, 1935, Kései korona, versek, 1935
- Wien wörtlich, Gedichte, 1935 Bécs a szó szoros értelmében, versek, 1935
- Vereinsamtes Herz, Gedichte, 1935, versek, 1935
- Späte Krone, Gedichte, 1936 Késő korona, versek, 1936
- O Mensch, gib acht!, Gedichte, 1937 (ein erbauliches Kalenderbuch für Stadt- und Landleute) Ember, vigyázz!, Versek, 1937 (Egy tanulságos naptár, a város és az ország számára)
- Selbstbildnis, Gedichte, 1937, Önarckép, versek, 1937
- Zwischen Göttern und Dämonen, Gedichte, 1938, Istenek és démonok között, versek, 1938
- Kammermusik, Gedichte, 1939 Kamarazene, versek, 1939
- Dokumente des Herzens, Gedichte, 1944 A szív dokumentuma, versek, 1944
- Hier ist das Wort, Gedichte, 1947 Itt a szó, a költészet, 1947
- Das Waisenhaus, Roman, 1924 Az árvaházban, regény, 1924

## Díjak, kitüntetések
- 1936 Wolfgang Amadeus Mozart-díj
- 1936 Professor hc, tiszteletbeli professzor
- 1941 Grillparzer-Preis, Grillparzer-díj
- 1942 Ehrendoktorat der Universität Wien, díszdoktori címe a Bécsi Egyetemen